# 舎人公園駅

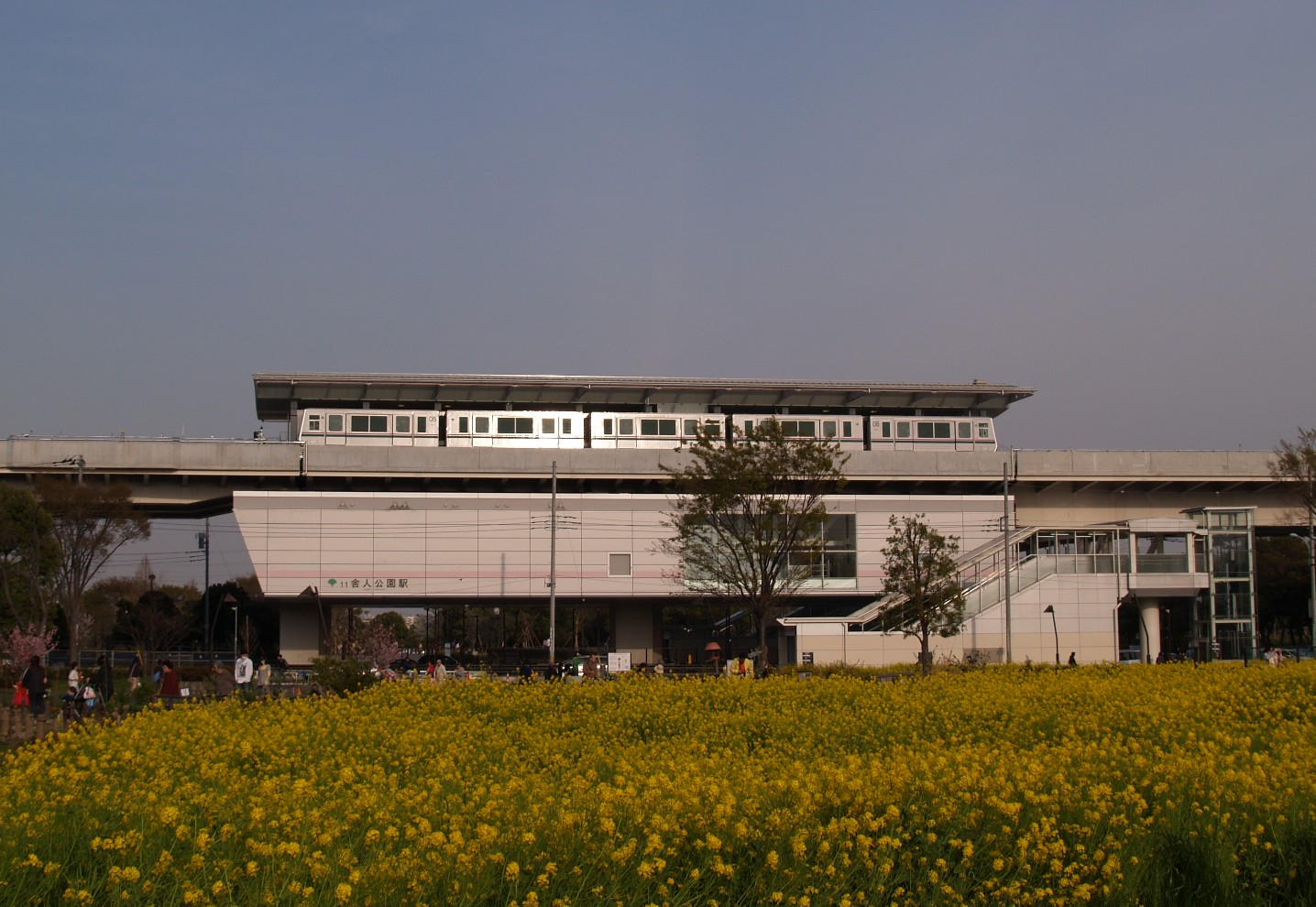
舎人公園より西側を撮影（2008年4月）

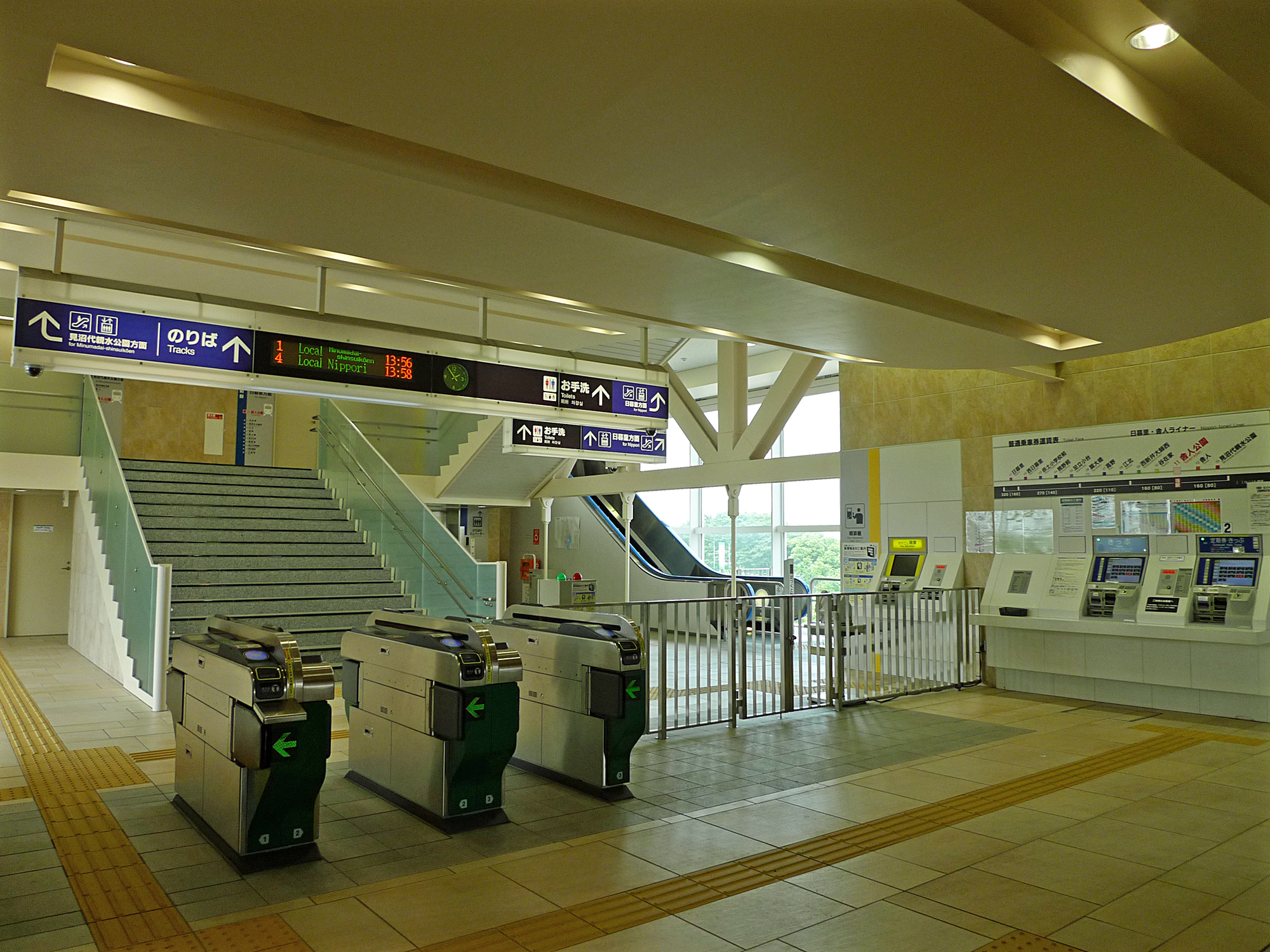
改札口（2009年6月14日）

舎人公園駅（とねりこうえんえき）は、東京都足立区舎人公園にある、東京都交通局日暮里・舎人ライナーの駅である。駅番号はNT 11。

## 歴史
建設当初より駅名仮称は舎人公園駅であったが、足立区による駅名公募では1位が「都立公園」（395票）、2位が「舎人公園」（238票）であった。一方、応募のほとんどが舎人公園関連の名称であり、仮称も沿線住民に浸透していることから、仮称通りの「舎人公園」が推薦・決定された。
- 2008年（平成20年）3月30日 - 開業[2][3]。
- 2021年（令和3年）10月7日 - 22時41分頃発生した千葉県北西部地震により、当駅を発車した下り列車が構内で脱輪する事故が発生[7][8]。

## 駅構造
島式ホーム2面3線を有する高架駅である。
近隣にある舎人公園B地区の地下に日暮里・舎人ライナーの車両基地が設けられており、駅北側で本線から車両基地に向かう軌道が分岐する。分岐した軌道は地下へ潜り、幅約85 m、長さ約530 mの車両基地に接続する。夜間滞泊の設定はない。周辺に高い建物がないため、他の駅と違い、ホーム外側には停車時に住宅などへの覗き見を防止するための白い壁がない。

### のりば
| 番線 | 路線                 | 行先               | 備考                      |
| ---- | -------------------- | ------------------ | ------------------------- |
| 1    | 日暮里・舎人ライナー | 見沼代親水公園方面 |                           |
| 2    | 日暮里・舎人ライナー | 見沼代親水公園方面 | 3番線と線路共用、当駅始発 |
| 3    | 日暮里・舎人ライナー | 日暮里方面         | 2番線と線路共用、降車専用 |
| 4    | 日暮里・舎人ライナー | 日暮里方面         |                           |

## 利用状況
2023年（令和5年）度の1日平均乗降人員は4,820人（乗車人員：2,431人、降車人員：2,389人）である。日暮里・舎人ライナー13駅中第12位。
開業以来の1日平均乗降・乗車人員の推移は下表の通りである。
| 年度               | 1日平均 乗降人員 | 1日平均 乗車人員 | 出典     |
| ------------------ | ---------------- | ---------------- | -------- |
| 2007年（平成19年） |                  | 5,200            | [ * 1 ]  |
| 2008年（平成20年） | 3,717            | 1,769            | [ * 2 ]  |
| 2009年（平成21年） | 3,323            | 1,673            | [ * 3 ]  |
| 2010年（平成22年） | 3,581            | 1,791            | [ * 4 ]  |
| 2011年（平成23年） | 3,584            | 1,792            | [ * 5 ]  |
| 2012年（平成24年） | 3,514            | 1,766            | [ * 6 ]  |
| 2013年（平成25年） | 3,672            | 1,848            | [ * 7 ]  |
| 2014年（平成26年） | 3,890            | 1,945            | [ * 8 ]  |
| 2015年（平成27年） | 4,140            | 2,081            | [ * 9 ]  |
| 2016年（平成28年） | 4,270            | 2,150            | [ * 10 ] |
| 2017年（平成29年） | 4,496            | 2,269            | [ * 11 ] |
| 2018年（平成30年） | 4,561            | 2,308            | [ * 12 ] |
| 2019年（令和元年） | 4,760            | 2,400            | [ * 13 ] |
| 2020年（令和02年） | 3,537            | 1,786            |          |
| 2021年（令和03年） | 4,044            | 2,038            |          |
| 2022年（令和04年） | 4,446            | 2,243            |          |
| 2023年（令和05年） | 4,820            | 2,431            |          |

備考
1. ↑  2008年3月30日開業。開業日から同年3月31日までの計2日間を集計したデータ[14]。

## 駅周辺
- 舎人公園
- 足立流通センター
- 東京都中央卸売市場北足立市場
- TOPPAN 川口工場

## バス路線
最寄り停留所は舎人公園駅と舎人公園前となる。以下の路線が乗り入れ、国際興業と東京都交通局により運行されている。
舎人公園駅
- 川15・川15-2：川口駅東口行（国際興業バス）

舎人公園前
- 里48：見沼代親水公園駅前行 / 日暮里駅前行（都営バス）※平日のみ運行

## 隣の駅
東京都交通局
 日暮里・舎人ライナー
谷在家駅 (NT 10) - 舎人公園駅 (NT 11) - 舎人駅 (NT 12)